# Austrolimnophila asiatica
Austrolimnophila asiatica är en tvåvingeart som först beskrevs av Alexander 1925.  Austrolimnophila asiatica ingår i släktet Austrolimnophila och familjen småharkrankar. Inga underarter finns listade i Catalogue of Life.